# Ковзання газу
Ковзання газу (рос. скольжение газа; англ. gas slippage; нім. Erdgasgleiten n, Erdgasschlüpfung f) — відносний рух у рідині газових бульбашок різних розмірів.
Фактор (коефіцієнт) ковзання газу (від лат. factor — той, що робить і коефіцієнт) (рос. фактор (коэффициент) скольжения; англ. coefficient of sliding [kinetic] friction; нім. Gletkoeffizient m) — відношення дійсних швидкостей фаз газорідинного потоку.